# Perlucidus
Perlucidus är en specialform hos moln som används för att beteckna moln i vidsträkta flak eller skikt med tydliga men ibland mycket små luckor mellan molnelementen. Luckorna gör det möjligt att se solen, den blå himlen eller ovanliggande moln. Formen perlucidus kan förekomma tillsammans med translucidus eller opacus.
Perlucidus används för huvudmolnslagen altocumulus och stratocumulus.